# بسمه (مجلس محلی) (اسرائیل)
بسمه (به لاتین: Basma) یک منطقهٔ مسکونی در اسرائیل است که در Hadera Subdistrict واقع شده‌است.